# Vie artificielle

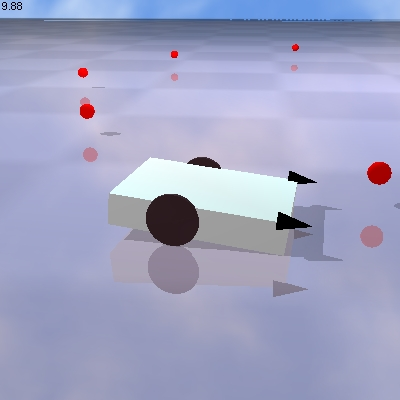
Simulation de vie artificielle d'un véhicule Braitenberg.

La vie artificielle est un champ de recherche interdisciplinaire alliant informatique et biologie, mais avec des applications dans des domaines variés tels que l'économie ou l'archéologie. 
Son objectif est de créer des systèmes artificiels s'inspirant des systèmes vivants, soit sous la forme de programmes informatiques, soit sous la forme de robots.

## Histoire et origines
La première manifestation de la vie artificielle date des années 1940. Il s'agit des automates cellulaires créés par John von Neumann, décrivant le principe d'autoréplication basée sur un code décrivant la succession des actions à effectuer, cela avant la découverte de l'ADN et des mécanismes génétiques. À la même époque, en 1948, Alan Turing écrit Intelligent Machinery où apparaît le concept de machine dotée d'intelligence. En 1970, John Conway propose le premier système artificiel simple qui évolue en système complexe organisé. Il s'agit du jeu de la vie,  qui se présente sous la forme d'un système d'automates cellulaires en deux dimensions, constitué d'une matrice de cellules vivantes ou mortes. Toutes les cellules sont influencées par leurs huit voisines directes. Quatre règles simples entraînent la modification de l'état de la cellule considérée, en fonction de ses voisines. Ce système évolue jusqu'à trouver des structures stables. La tendance connexionniste, menée par Marvin Minsky dans les années 1980, se rapproche des sciences cognitives, et se base sur des réseaux de neurones ainsi que sur des machines parallèles. En 1987, la première conférence consacrée à la vie artificielle est organisée par Christopher Langton, élève de Arthur Burkes à Princeton, qui avait poursuivi les travaux de von Neumann après la mort de ce dernier.

## Tentatives de définition
Il est difficile de donner une définition exacte de la vie artificielle. Plusieurs définitions ont déjà été proposées.
Ainsi, selon Christopher Langton : « La vie artificielle est donc l'étude de systèmes vivants naturels pour en trouver des principes afin de recréer sur des supports artificiels des phénomènes biologiques à partir de rien. »
Ou encore, selon J.-P. Rennard : « La vie : état de ce qui n'est pas inerte. La vie artificielle : domaine de recherche qui cherche à expliquer la définition précédente. »
Une compilation des meilleures définitions de la vie proposées par des experts en biologie et vie artificielle est l'objet de Comment définir la vie chez Vuibert. Son premier auteur, Hugues Bersini, fut également coorganisateur de trois conférences européennes de la vie artificielle (ECAL 91, 93 et 2011).
Enfin, on pourrait définir la vie artificielle par les caractéristiques que doivent posséder les systèmes de vie artificielle : « Ces systèmes doivent avoir été créés par l'homme, être autonomes, être en interaction avec leur environnement, faire émerger un ou des comportements. Ils peuvent aussi, mais cela n'est pas nécessaire, se reproduire et être capables de s'adapter. » (J. Doyne Farmer).
J. Doyne Farmer propose même, en 1990, une liste de critères qui permettent de déterminer si un système est vivant ou non :
1. La vie est une structure dans l'espace-temps, plutôt qu'un objet matériel spécifique.
2. La vie implique un mécanisme d'autoreproduction.
3. Un être vivant comprend une description de lui-même qu'il utilise pour se reproduire (ex. : ADN).
4. Un être vivant possède un métabolisme qui convertit la matière ou l'énergie de l'environnement dans les formes et les fonctions utiles à l'organisme.
5. Un être vivant interagit fonctionnellement avec son environnement.
6. Un être vivant est composé d'un ensemble de structures interdépendantes qui constituent son identité.
7. Une forme vivante reste stable malgré les perturbations dues à l'environnement (Exemples : redondance des gènes, processus de guérison).
8. Les êtres vivants ont une capacité d'évolution au niveau des générations successive de l'espèce (Exemple : mutation génétique).